# Clerithes spinosus
Clerithes spinosus är en insektsart som beskrevs av Bolívar, C. 1914. Clerithes spinosus ingår i släktet Clerithes och familjen Thericleidae. Inga underarter finns listade i Catalogue of Life.